# 墨 (酒々井町)
墨（すみ）は、千葉県印旛郡酒々井町の大字。郵便番号285-0913。

## 地理
北は酒々井、北東は尾上、東は飯積、南東は八街市八街、南は佐倉市下勝田、南西は馬橋、西は本佐倉、北西は下台に隣接している。

## 歴史
江戸期は墨村・古沢村の2村だったが、1873年（明治6年）から1889年（明治22年）は墨村である。
墨村は、下総国印旛郡のうち。佐倉藩領。村高は、「元禄郷帳」445石余、「天保郷帳」「旧高旧領」ともに481石余。当村名主は隣村古沢村の名主も兼任した。成田街道酒々井宿の助郷村。佐倉牧捕馬の際には野馬喰草の納入が義務づけられていた。1858年（安政5年）「利根川図志」に狐捕り名人として詳記されている稲荷（とうか）藤兵衛は当村の人である。神社は六所神社、寺院は曹洞宗東伝院。1873年（明治6年）千葉県に所属。同年古沢村を合併。同年東伝院を仮校舎として墨学校が開校、1882年（明治15年）字馬場に校舎を新築移転、1885年（明治18年）尾上学校と合併し字小盛田に移転。明治22年酒々井町の大字となる。
古沢村は、下総国印旛郡のうち。佐倉藩領。村高は、「元禄郷帳」445石余、「天保郷帳」「旧高旧領」ともに481石余。江戸期を通じて隣村墨村への依存度が高く、名主も墨村名主が兼任していた。1873年（明治6年）千葉県に所属。同年墨村の一部となる。

### 年表
- 1873年（明治6年）
  - 千葉県に所属。
  - 墨村と古沢村が合併し墨村が成立[4][5]。
- 1889年（明治22年）4月1日 - 酒々井町墨となる。
  - 町村制施行し、酒々井町、下台村、馬橋村、墨村、飯積村、尾上村、中川村、上岩橋村、伊篠村、伊篠新田、篠山新田、今倉新田、下岩橋村、柏木村、本佐倉村、本佐倉町が合併し印旛郡酒々井町が発足。

## 世帯数と人口
2017年（平成29年）11月1日現在の世帯数と人口は以下の通りである。
| 大字 | 世帯数  | 人口  |
| ---- | ------- | ----- |
| 墨   | 152世帯 | 346人 |

## 小・中学校の学区
町立小・中学校に通う場合、学区は以下の通りとなる。
| 番地 | 小学校                 | 中学校                 |
| ---- | ---------------------- | ---------------------- |
| 全域 | 酒々井町立酒々井小学校 | 酒々井町立酒々井中学校 |

## 施設
- 酒々井総合公園
- 墨小盛田古墳
- 酒々井コミュニティープラザ
  - 酒々井ハーブガーデン
- 墨ふれあい館
- ライスセンター
- 六所神社
- 神険神社
- 東傳院

## 交通

### 道路
- 高速道路
  - 東関東自動車道
    - 酒々井パーキングエリア